# Stark Antal

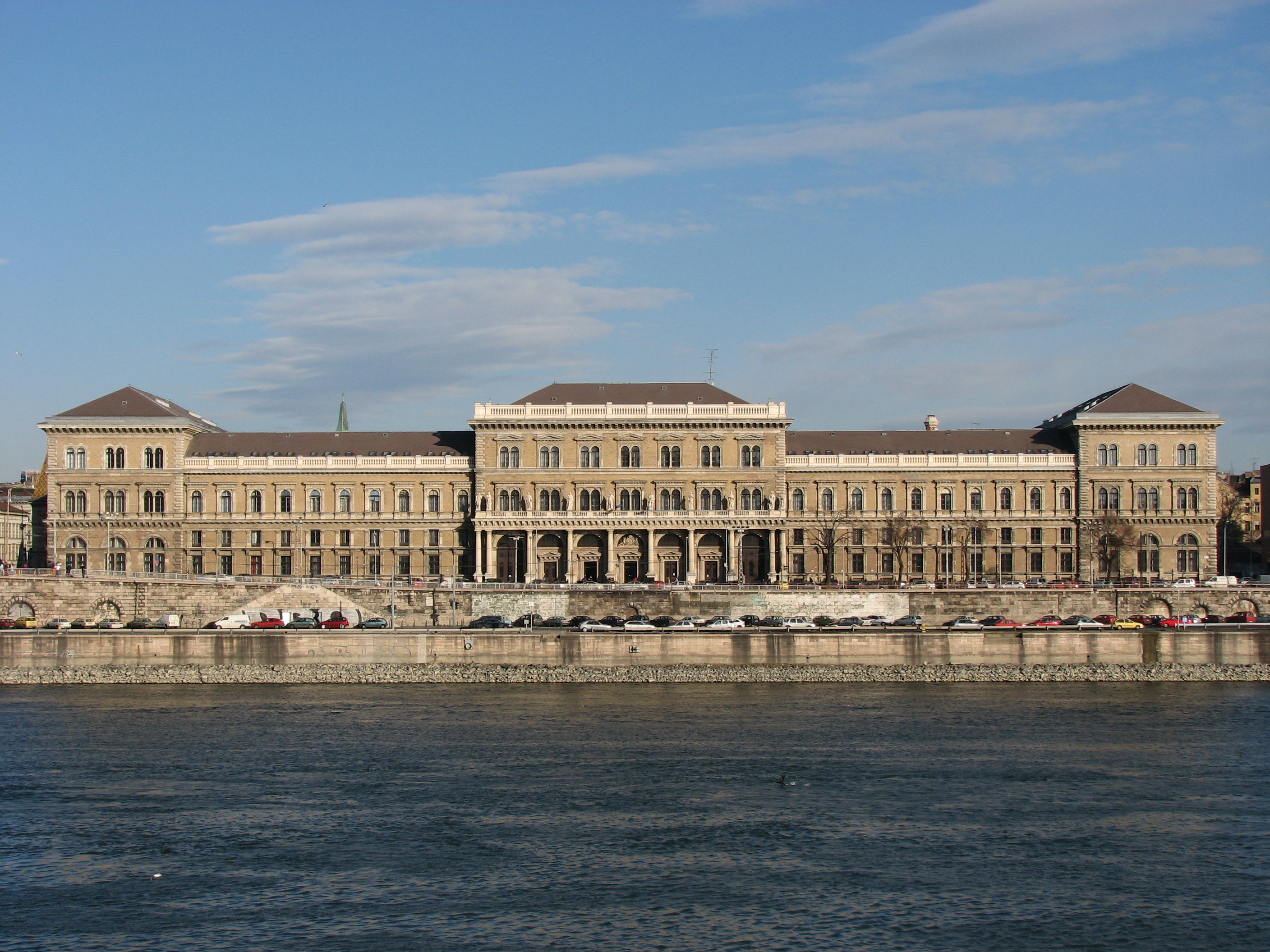
1963–1985 között a Marx Károly Közgazdaságtudományi Egyetemen tanított

Stark Antal (Budapest, 1932. szeptember 9. – Budapest, 2018. június 28.) közgazdász, egyetemi tanár, az MTA doktora, politikus, államtitkár.

## Életpályája
Stark Antal (1889–1943) és Majercsik Anna (1909–1983) fia. A Marx Károly Közgazdaságtudományi Egyetemen 1955-ben szerzett kitüntetéses diplomát. Még ez évben megnősült; felesége közgazdász, fiuk az MTA Történettudományi Intézetének munkatársa. 1955-ben a Pest megyei Tanács Tervosztályára került, majd 1958-tól az Országos Tervhivatal munkatársa lett. Még ugyanebben az évben megvédte egyetemi doktori diplomáját.
1963-ban került a Közgazdaságtudományi Egyetem Népgazdasági Tervezés Tanszékére adjunktusnak. 1969-ben a közgazdaság-tudományok kandidátusa, 1973-ben akadémiai doktor lett. Kandidátusi vizsgát tett német nyelvből, állami nyelvvizsgát oroszból. Közben docensnek, majd egyetemi tanárnak nevezték ki. Huszonkét éves egyetemi pályafutása alatt egy-egy ciklusban dékánhelyettes, majd dékán, két ciklusban általános rektorhelyettes, ezt követően az egyetem Gazdaságpolitikai Intézetének igazgatója volt. 1985-ben az MSZMP KB Tudományos, Kulturális és Közoktatási Osztályán osztályvezető-helyettes lett. Területe a közoktatás, felsőoktatás és a széles értelemben vett kultúra-gazdálkodás volt.
1987. április 1-jétől kinevezték a Művelődési Minisztérium államtitkárának. Szakmai területe a pénzügyi, közgazdasági tevékenység irányítása és felügyelete lett. 1990 szeptembertől a Pénzügyminisztérium Gazdálkodási és Informatikai Intézetének tudományos tanácsadójaként dolgozott. 1994 őszétől az MKM-ben tudományos tanácsadói tevékenységet folytatott. 1996. június 1-jétől az MKM helyettes államtitkára; szakmai felügyeleti területe a tárca gazdasági, pénzügyi tevékenysége. 2001-ben habilitált. 1980–1987-ben tagja volt a Fővárosi Tanács Végrehajtó Bizottságának. 1951-ben lépett be a Magyar Dolgozók Pártjába, majd MSZMP-tag volt.
2010. évi nyugdíjba vonulását követően is folytatta tanácsadói munkáját. Német és orosz nyelvből felsőfokú nyelvvizsgával rendelkezett. A Pro Renovanda Cultura Hungariae Alapítvány Kuratóriumának és Europa Institut/Európa Intézet kuratóriumának tagja is volt. A Debreceni Egyetemen doktori iskola témavezető volt. Felesége Tóth Ilona (h. 1955–2018).

## Munkahelyei, beosztásai
- 1955–1958. Pest megyei Tanács Tervosztálya munkatárs
- 1958–1963. Országos Tervhivatal munkatárs
- 1963–1985. Közgazdaságtudományi Egyetem Népgazdasági Tervezés Tanszék adjunktus, docens, egyetemi tanár, dékánhelyettes, dékán, rektorhelyettes
- 1985–1987. MSZMP KB Tudományos, Kulturális és Közoktatási Osztály osztályvezető-helyettes
- 1987–1990. Művelődési Minisztérium államtitkár
- 1990–1994. Pénzügyminisztérium Gazdálkodási és Informatikai Intézet tudományos tanácsadó
- 1994–1996. Művelődési és Közoktatási Minisztérium tudományos tanácsadó
- 1996–2002 Művelődési és Közoktatási Minisztérium helyettes államtitkár
- 2002–2006. Oktatási Minisztérium helyettes államtitkár
- 2006–2010. Oktatási és Kulturális Minisztérium helyettes államtitkára

## Fontosabb művei
- Stark Antal (1932-) 22 publikációjának adatai. OSZK. Katalógus[2]
- A magyar ipar. Budapest, Kossuth K., 1966
- A helyiipar Magyarországon. Budapest, Kossuth K., 1967
- Műszaki haladás és gazdasági struktúra. Budapest, Kossuth K., 1970
- Terv és valóság. Budapest, Kossuth K., 1973
- Népgazdaságunk 30 éve. Budapest, Kossuth K., 1975
- Stark Antal (Szerkesztő) Tervgazdálkodás. Budapest, Tankönyvkiadó, 1983
- A szocialista tervgazdálkodás nemzetközi gyakorlata. Az európai KGST-országok gazdasági fejlődése, 1945–1980. Budapest, KJK, 1980
- Tervgazdálkodás és gazdaságirányítás. Budapest, KJK, 1985
- A magyar államháztartás rendszere, működése, a nemzetgazdasággal való összefüggése. Debreceni Egyetem Agrártudományi Centrum, Budapest–Debrecen
- Rögös úton: nemzetgazdaságunk rendszerváltás előtti és utáni két évtizede. Akadémiai K. (2009)
- Stark Antal – Stark Tamás (szerk.); Starkné Osvát Anna (szerk.) Egy viharos évszázad. Magyarország gazdasági, társadalmi változásai (1920–2017) Budapest. Akadémiai K. 2020[3]